# Schlagerfilm
Le Schlagerfilm est un genre cinématographique germanophone qui appartient au film musical et qui a connu un grand succès des années 1950 jusqu'au début des années 1970. Le genre se caractérise par l'utilisation abondante de chansons de variétés à succès — les Schlager —, qui font souvent passer l'intrigue du film au second plan. L'intrigue est généralement dominée par des histoires d'amour, des quiproquos curieux et des éléments comiques, et culmine généralement dans un dénouement optimiste.

## Filmographie
- 1952 : Amours, Délices et Jazz (de) (Heimweh nach dir) de Robert Adolf Stemmle
- 1952 : La Danse des étoiles (de) (Tanzende Sterne) de Géza von Cziffra
- 1953 : Parade des succès (de) (Schlagerparade) d'Erik Ode
- 1953 : L'Hôtel qui chante (de) (Das singende Hotel) de Géza von Cziffra
- 1954 : Nous irons à Hambourg (de) (Große Star-Parade) de Paul Martin
- 1954 : Guitares d'amour (de) (Gitarren der Liebe) de Werner Jacobs
- 1954 : Dix à chaque doigt (An jedem Finger zehn) d'Erik Ode
- 1954 : Boulevard des plaisirs (de) (Auf der Reeperbahn nachts um halb eins) de Wolfgang Liebeneiner
- 1955 : Bal au Savoy (Ball im Savoy) de Paul Martin
- 1955 : Amour, danse et mille refrains (Liebe, Tanz und 1000 Schlager)
- 1955 : Fais briller le soleil (de) (Laß die Sonne wieder scheinen) de Hubert Marischka
- 1955 : Musique dans mon cœur (de) (Ein Herz voll Musik) de Robert Adolf Stemmle
- 1955 : Comment devenir vedette de cinéma (de) (Wie werde ich Filmstar?) de Theo Lingen
- 1956 : La Reine du music-hall (Du bist Musik) de Paul Martin
- 1956 : Otto le joli cœur (Der schräge Otto) de Géza von Cziffra
- 1956 : Musikparade de Géza von Cziffra
- 1956 : Bonjour Kathrin de Karl Anton
- 1956 : Amour au Portugal (de) (Der Fremdenführer von Lissabon) de Hans Deppe
- 1956 : Santa Lucia (de) de Werner Jacobs
- 1956 : Une jeune fille avec du tempérament (de) (Mädchen mit schwachem Gedächtnis) de Géza von Cziffra
- 1956 : Amour, été et musique (de) (Liebe, Sommer und Musik) de Hubert Marischka
- 1957 : Un soir à la Scala (de) (Und abends in die Scala) d'Erik Ode
- 1957 : Nuits hawaïennes (de) (Träume von der Südsee) de Harald Philipp
- 1957 : Le Lac de l'amour (de) (Gruß und Kuß vom Tegernsee) de Rudolf Schündler
- 1957 : Là-haut sur la montagne (de) (Hoch droben auf dem Berg) de Géza von Bolváry
- 1957 : Rendez-vous à Königssee (de) (Weißer Holunder) de Paul May
- 1957 : Une chic fille (de) (Das einfache Mädchen) de Werner Jacobs
- 1957 : Ainsi sont les hommes (Wenn Frauen schwindeln) de Paul Martin
- 1957 : Sept Fois par semaine (de) (Siebenmal in der Woche) de Harald Philipp
- 1957 : Sérénade et calypso (de) (Unter Palmen am blauen Meer) de Hans Deppe
- 1957 : Les Chansons de l'été (de) (Liebe, Jazz und Übermut) d'Erik Ode
- 1957 : Le Nageur audacieux (Der kühne Schwimmer) de Georg Jacoby
- 1957 : Ça barde (de) (Das haut hin) de Géza von Cziffra
- 1957 : La Grande Chance (de) (Die große Chance) de Hans Quest
- 1957 : Nuits de Hambourg (Das Herz von St. Pauli) d'Eugen York
- 1958 : Révolte au music-hall (de) (Scala – total verrückt) d'Erik Ode
- 1958 : Le Joyeux Clochard (de) (Der lachende Vagabund) de Thomas Engel
- 1958 : L'Étoile de Santa Clara (de) (Der Stern von Santa Clara) de Werner Jacobs
- 1958 : Mon cœur est au Tyrol (de) (Mein Schatz ist aus Tirol) de Hans Quest
- 1958 : Soucis de millionnaire (So ein Millionär hat’s schwer) de Géza von Cziffra
- 1958 : La Joyeuse Débandade (de) (Wehe, wenn sie losgelassen) de Géza von Cziffra
- 1958 : L'Amour en musique (Wenn die Conny mit dem Peter) de Fritz Umgelter
- 1958 : Congé de mariage (de) (Immer die Radfahrer) de Hans Deppe
- 1959 : Les Guitares chantent la nuit (Gitarren klingen leise durch die Nacht) de Hans Deppe
- 1959 : Toi et la mer bleue (de) (Das blaue Meer und Du) de Thomas Engel
- 1959 : Mein Schatz, komm mit ans blaue Meer de Rudolf Schündler
- 1959 : Si mon grand frère savait ça ! (Wenn das mein großer Bruder wüßte) d'Erik Ode
- 1959 : Mandolinen und Mondschein (de) de Hans Deppe
- 1959 : Melodie und Rhythmus de John Olden (de)
- 1959 : Folies à Hambourg (de) (Alle lieben Peter) de Wolfgang Becker
- 1959 : Hop-là Conny ! (de) (Hula-Hopp, Conny) de Heinz Paul
- 1959 : Une sacrée gamine de seize ans (de) (Ja, so ein Mädchen mit 16) de Hans Grimm
- 1959 : Freddy, sa guitare et la mer (de) (Freddy, die Gitarre und das Meer) de Wolfgang Schleif
- 1959 : Freddy chante sous les étoiles (de) (Freddy unter fremden Sternen) de Wolfgang Schleif
- 1959 : Le Paradis des matelots (de) (Paradies der Matrosen) de Harald Reinl
- 1959 : J'y suis, j'y reste (de) (Hier bin ich – hier bleib ich) de Werner Jacobs
- 1959 : Tu es formidable (Du bist wunderbar) de Paul Martin
- 1959 : Nuit de Tanger (de) (Salem Aleikum) de Géza von Cziffra
- 1959 : Kein Mann zum Heiraten (de) de Hans Deppe
- 1960 : Marina de Paul Martin
- 1960 : O sole mio (de) de Paul Martin
- 1960 : Manuela (de) (Schick deine Frau nicht nach Italien) de Hans Grimm
- 1960 : La Parade des succès (Schlager-Raketen) d'Erik Ode
- 1960 : Super Boum 1960 (de) (Schlagerparade 1960) de Franz Marischka
- 1960 : Freddy et la mélodie de la nuit (de) (Freddy und die Melodie der Nacht) de Wolfgang Schleif
- 1960 : Nous ne nous quitterons jamais (de) (Wir wollen niemals auseinandergehn) de Harald Reinl
- 1960 : N'épouse pas une idiote (de) (Ich zähle täglich meine Sorgen) de Paul Martin
- 1960 : J'ai appris ça à Paris (de) (Das hab’ ich in Paris gelernt) de Thomas Engel
- 1960 : Sérénade à deux (de) (Conny und Peter machen Musik) de Werner Jacobs
- 1960 : Vas-y Conny (Meine Nichte tut das nicht) de Franz Josef Gottlieb
- 1960 : Sérénade en Italie (de) (Gauner-Serenade) de Thomas Engel
- 1960 : L'Énigme de l'araignée verte (de) (Das Rätsel der grünen Spinne) de Franz Marischka
- 1960 : Tout commença sur le Königsee (de) (Schön ist die Liebe am Königssee) de Hans Albin
- 1961 : Super Boum 1961 (de) (Schlagerparade 1961) de Franz Marischka
- 1961 : Les Caprices d'Angela (de) (Drei weiße Birken) de Hans Albin
- 1961 : L'Auberge du Cheval noir (Im schwarzen Rößl) de Franz Antel
- 1961 : Que fait donc papa en Italie ? (de) de Hans Dieter Schwarze (de)
- 1961 : Isola Bella (de) de Hans Grimm
- 1961 : Aujourd'hui nous faisons la bombe (de) (Heute gehn wir bummeln) d'Erik Ode
- 1961 : Midi-Midinette (Junge Leute brauchen Liebe) de Géza von Cziffra
- 1961 : Elles pensent toutes à ça (de) (Davon träumen alle Mädchen) de Thomas Engel
- 1961 : Carina ô Rosina ! (de) (Am Sonntag will mein Süsser mit mir segeln gehn) de Franz Marischka
- 1961 : Vivent les teenagers (… und du mein Schatz bleibst hier) de Franz Antel
- 1961 : Ramona de Paul Martin
- 1961 : Les Aventures du comte Bobby (Die Abenteuer des Grafen Bobby) de Géza von Cziffra
- 1961 : Nos tantes en folie (Unsere tollen Tanten) de Rolf Olsen
- 1961 : Adieu, Lebewohl, Goodbye de Paul Martin
- 1961 : Filles et Chansons (de) (So liebt und küßt man in Tirol) de Franz Marischka
- 1961 : Schlager-Revue 1962 (de) de Thomas Engel
- 1961 : La musique est ma passion (de) (Musik ist Trumpf) de Franz Josef Gottlieb
- 1961 : Freddy et les millionnaires (de) (Freddy und der Millionär) de Paul May
- 1962 : Freddy dans les mers du Sud (de) (Freddy und das Lied der Südsee) de Werner Jacobs
- 1962 : Café Oriental (de) de Rudolf Schündler
- 1962 : Une nuit au lac Majeur (de) (Lieder klingen am Lago Maggiore) de Hans Grimm
- 1962 : Les Copains et l'amour (de) ('Muß i denn zum Städtele hinaus) de Hans Deppe
- 1962 : Le Tango de minuit (Tanze mit mir in den Morgen) de Peter Dörre
- 1962 : Les Folles Vacances (de) (Ohne Krimi geht die Mimi nie ins Bett) de Franz Antel
- 1962 : L'Extravagante Prison (de) (Verrückt und zugenäht) de Rolf Olsen
- 1962 : La Douceur de vivre du comte Bobby (Das süße Leben des Grafen Bobby) de Géza von Cziffra
- 1962 : Anita et les sept saltimbanques (de) (Schneewittchen und die sieben Gaukler) de Kurt Hoffmann
- 1962 : Musica-stop (Die Post geht ab) de Helmuth M. Backhaus (de)
- 1962 : La musique fait chanter les cœurs (de) (Wenn die Musik spielt am Wörthersee) de Hans Grimm
- 1962 : La serenata (Drei Liebesbriefe aus Tirol) de Werner Jacobs
- 1962 : Der verkaufte Großvater (de) de Hans Albin
- 1963 : Nos folles nièces (Unsere tollen Nichten) de Rolf Olsen
- 1963 : Freddy et le Nouveau Monde (de) (Heimweh nach St. Pauli) de Werner Jacobs
- 1963 : Les Romanticos (… denn die Musik und die Liebe in Tirol) de Werner Jacobs
- 1963 : Bal masqué à Scotland Yard (Maskenball bei Scotland Yard) de Domenico Paolella
- 1963 : Lucky Boy (de) (Apartment-Zauber) de Helmuth M. Backhaus (de)
- 1963 : De la neige sous le soleil (de) (Und wenn der ganze Schnee verbrennt) de Helmuth M. Backhaus (de)
- 1963 : Les filles aiment ça ! (Die lustigen Vagabunden) de Kurt Nachmann
- 1963 : Chante mais ne joue pas avec moi (de) (Sing, aber spiel nicht mit mir) de Kurt Nachmann
- 1963 : Twist et Bikini (de) (Übermut im Salzkammergut) de Hans Billian
- 1963 : L'Auberge enchantée (Im singenden Rößl am Königssee) de Franz Antel
- 1964 : Vienne reste toujours Vienne (Die ganze Welt ist himmelblau) de Franz Antel
- 1964 : Nos folles tantes à Hawaï (Unsere tollen Tanten in der Südsee) de Rolf Olsen
- 1964 : Freddy et le chant de la prairie (de) (Freddy und das Lied der Prärie) de Sobey Martin
- 1964 : Le Saut de la mort (de) (Freddy, Tiere, Sensationen) de Karl Vibach (de)
- 1964 : Marika, un super show (Die große Kür) de Franz Antel
- 1964 : Happy-End am Attersee (de) de Hans Hollmann (de)
- 1964 : Die lustigen Weiber von Tirol (de) de Hans Billian
- 1964 : Bravo Bambina ! (de) (Jetzt dreht die Welt sich nur um dich) de Wolfgang Liebeneiner
- 1964 : Vacances à Saint-Tropez (Holiday in St. Tropez) d'Ernst Hofbauer
- 1964 : Wenn man baden geht auf Teneriffa (de) de Helmuth M. Backhaus (de)
- 1964 : Bons baisers du Tyrol (Liebesgrüße aus Tirol) De Franz Antel
- 1965 : Tausend Takte Übermut (de) d'Ernst Hofbauer
- 1965 : Au lit Mesdemoiselles ! (de) (… und sowas muß um 8 ins Bett) de Werner Jacobs
- 1965 : Ein Ferienbett mit 100 PS (de) de Wolfgang Becker
- 1966 : Comte Bobby, la terreur du Far West (de) (Graf Bobby, der Schrecken des Wilden Westens) de Paul Martin
- 1966 : Les Dieux sauvages (Siebzehn Jahr, blondes Haar) de Franco Montemurro
- 1966 : Komm mit zur blauen Adria (de) de Lothar Gündisch
- 1966 : Le Château hanté dans le Salzkammergut (Das Spukschloß im Salzkammergut) de Hans Billian et Rolf Olsen
- 1968 : Ces diables de collégiens (de) (Zum Teufel mit der Penne) de Werner Jacobs
- 1969 : Au secours, j'aime des jumelles (de) (Hilfe, ich liebe Zwillinge!) de Peter Weck
- 1969 : Hourra, l'école est en feu ! (Hurra, die Schule brennt!) de Werner Jacobs
- 1969 : L'Orphelin à la voix d'or (Heintje – Ein Herz geht auf Reisen) de Werner Jacobs
- 1970 : Un jour le soleil luira (de) (Heintje – Einmal wird die Sonne wieder scheinen) de Hans Heinrich (de)
- 1970 : Mon meilleur ami, Heintje (de) (Heintje – Mein bester Freund) de Werner Jacobs
- 1970 : Idylle en plein vol (de) (Wenn du bei mir bist) de Franz Josef Gottlieb
- 1970 : Quand les profs s'envolent (Unsere Pauker gehen in die Luft) de Harald Vock
- 1970 : De l'ambiance dans la boîte (de) (Musik, Musik – da wackelt die Penne) de Franz Antel
- 1970 : Les folles sont là (de) (Wenn die tollen Tanten kommen) de Franz Josef Gottlieb
- 1971 : La Guigne l'emporte (Das haut den stärksten Zwilling um) de Franz Josef Gottlieb
- 1971 : L'Héritage de tante Gertrude (Tante Trude aus Buxtehude) de Franz Josef Gottlieb
- 1971 : Les Fameuses tantes attaquent (de) (Die tollen Tanten schlagen zu) de Franz Josef Gottlieb
- 1971 : Rudi, benimm dich! (de) de Franz Josef Gottlieb
- 1971 : Les Cancres sont lâchés (de) (Wir hau'n die Pauker in die Pfanne) de Harald Reinl
- 1971 : Heintje donne l'alerte (de) (Morgen fällt die Schule aus) de Werner Jacobs
- 1971 : Wenn mein Schätzchen auf die Pauke haut (de) de Peter Weck
- 1972 : La campagne est verte (de) (Grün ist die Heide) de Harald Reinl
- 1972 : Ma fille, ta fille... (de) (Meine Tochter – Deine Tochter) de Werner Jacobs
- 1972 : Le Spécialiste des cœurs (Kinderarzt Dr. Fröhlich) de Kurt Nachmann
- 1972 : Tout se déchaîne au Wolfgangsee (Außer Rand und Band am Wolfgangsee) de Franz Antel
- 1972 : Die lustigen Vier von der Tankstelle (de) de Franz Antel
- 1973 : Blau blüht der Enzian (de) de Franz Antel
- 1973 : Jeunes Amours et vieux rafiot (de) (Alter Kahn und junge Liebe) de Werner Jacobs
- 1973 : Wenn jeder Tag ein Sonntag wär de Harald Vock
- 1974 : Voyage en Forêt-Noire par chagrin d'amour (de) (Schwarzwaldfahrt aus Liebeskummer) de Werner Jacobs
- 1974 : Deux au septième ciel (de) (Zwei im siebenten Himmel) de Sigi Rothemund
- 2008 : Das Musikhotel am Wolfgangsee (de) de Stephan Pichl